# 튀르키예의 여자 배우 목록

## 가
- 오야 게르멘
- 아이셰 그루다
- 파트마 기크

## 다
- 잔수 데레

## 라
- 옐다 레이나우드

## 마
- 에즈기 모라

## 바
- 괵체 바하드르
- 펠린 바투
- 베스트 베레케트
- 괼셴 부비골루
- 예심 뷔베르
- 투바 뷔위퀴스튄
- 멜리스 비르칸

## 사
- 세레나이 사르카야
- 베렌 사아트
- 자히데 송쿠
- 튀르칸 쇼라이

## 아
- 뮈즈데 아르
- 잘레 아리칸
- 휠리아 아브샤르
- 에즈기 아사롤루
- 하티제 아슬란
- 아일린 아슬름
- 제다 아테슈
- 오야 아이도안
- 아슬르 엔베르
- 데메트 아칼른
- 데메트 아크바
- 아즈라 아큰
- 필리즈 아큰
- 네슬리한 아타귈
- 빌단 아타세베르
- 한데 아타이지
- 사데트 악소이
- 아일라 알간
- 데리아 알라보라
- 파라 제이네프 압둘라
- 셀마 에르게치
- 파흐리예 에브젠
- 누르귈 예실차이
- 괴르켐 옐탄
- 튈린 외젠
- 데메트 외즈데미르
- 시넴 외즈튀르크
- 데니즈 우구르
- 메리엠 우제를리
- 엘리트 이슈잔
- 촐판 일한

## 자
- 네스린 자바드자데
- 젬레 바이셀

## 차
- 제이네프 참즈
- 페리데 체틴
- 네바하트 체흐레

## 카
- 펠린 카라한
- 하잘 카야
- 베르귀자르 코렐
- 휠리아 코치이이트
- 누르셀 쾨세

## 타
- 아슬르 탄도안
- 부르친 테르지올루
- 레일라 리디아 투우툴루
- 아후 튀르크펜체

## 파
- 아즈다 페칸
- 누르 페타홀루

## 하
- 귀벤 호크나
- 휘메이라